# Албания на летних Олимпийских играх 2004
Албания принимала участие в летних Олимпийских играх в Афинах 2004 года в пятый раз за свою историю, но не завоевала ни одной медали. Страну представляли 5 мужчин и 2 женщины, принимавшие участие в соревнованиях по вольной борьбе, лёгкой атлетике, плаванию и тяжёлой атлетике.

## Борьба
Спортсменов — 1
Вольный стиль
Мужчины
| Спортсмен      | Категория | Групповой турнир                              | 1/4 финала           | 1/2 финала           | Финалы               | Место |
| Спортсмен      | Категория | Соперник и результат                          | Соперник и результат | Соперник и результат | Соперник и результат | Место |
| -------------- | --------- | --------------------------------------------- | -------------------- | -------------------- | -------------------- | ----- |
| Сахит Призрени | 60 кг     | Масуд Гокар Пор 3:8 Бесик Асланашвили Пор 2:5 | Не прошёл            | Не прошёл            | Не прошёл            | 17    |

## Лёгкая атлетика
Спортсменов — 2
Мужчины
| Спортсмен      | Вид            | Квалификация | Квалификация | Финал     | Финал     |
| Спортсмен      | Вид            | Результат    | Место        | Результат | Место     |
| -------------- | -------------- | ------------ | ------------ | --------- | --------- |
| Дориан Чоллаку | Метание молота | 70,06        | 31           | Не прошёл | Не прошёл |

Женщины
| Спортсмен     | Вид               | Забег     | Забег | Полуфинал | Полуфинал | Финал     | Финал     |
| Спортсмен     | Вид               | Результат | Место | Результат | Место     | Результат | Место     |
| ------------- | ----------------- | --------- | ----- | --------- | --------- | --------- | --------- |
| Клодиана Шала | 400 м с барьерами | 1.00,00   | 6     | Не прошла | Не прошла | Не прошла | Не прошла |

## Плавание
Спортсменов — 2
Мужчины
| Спортсмен      | Вид                | Заплыв    | Заплыв | Полуфинал | Полуфинал | Финал     | Финал     |
| Спортсмен      | Вид                | Результат | Место  | Результат | Место     | Результат | Место     |
| -------------- | ------------------ | --------- | ------ | --------- | --------- | --------- | --------- |
| Крешник Гджата | 50 м вольный стиль | 26,61     | 66     | Не прошёл | Не прошёл | Не прошёл | Не прошёл |

Женщины
| Спортсмен    | Вид                | Заплыв    | Заплыв | Полуфинал | Полуфинал | Финал     | Финал     |
| Спортсмен    | Вид                | Результат | Место  | Результат | Место     | Результат | Место     |
| ------------ | ------------------ | --------- | ------ | --------- | --------- | --------- | --------- |
| Ровена Марку | 50 м вольный стиль | 30,51     | 60     | Не прошла | Не прошла | Не прошла | Не прошла |

## Тяжёлая атлетика
Спортсменов — 2
Мужчины
| Спортсмен      | Категория | Масса | Рывок | Рывок | Рывок | Толчок | Толчок | Толчок | Всего | Место |
| Спортсмен      | Категория | Масса | 1     | 2     | 3     | 1      | 2      | 3      | Всего | Место |
| -------------- | --------- | ----- | ----- | ----- | ----- | ------ | ------ | ------ | ----- | ----- |
| Герти Траша    | 62 кг     | 61,99 | 110   | 115   | 117.5 | 135    | 140    | 145    | 255   | 13    |
| Теохарис Траша | 77 кг     | 76,95 | 155   | 160   | 162.5 | 177.5  | 182.5  | 182.5  | 342.5 | 13    |